# Forcipomyia ferrea
Forcipomyia ferrea är en tvåvingeart som beskrevs av Debenham 1987. Forcipomyia ferrea ingår i släktet Forcipomyia och familjen svidknott. Inga underarter finns listade i Catalogue of Life.